# Mulan rejoint l'armée (film, 1939)
Pour les articles homonymes, voir Mulan rejoint l'armée.
Pour plus de détails, voir Fiche technique et Distribution.
Mulan rejoint l'armée (chinois simplifié : 木兰从军 ; chinois traditionnel : 木蘭從軍 ; pinyin : Mùlán cóngjūn) est un film historique de guerre chinois réalisé par Bu Wancang et sorti en 1939.
Il s'agit d'une adaptation de la pièce de théâtre Mulan rejoint l'armée (en) créée en 1917, elle-même inspirée de la légende chinoise de Hua Mulan.

## Synopsis
L'héroïne, Hua Mulan, est une jeune fille qui vit avec son père âgé durant la dynastie Tang. Mulan est une jeune fille espiègle qui est également douée pour les arts martiaux et le tir à l'arc, car son père l'a élevée ainsi. Après une journée de chasse, elle convainc des habitants du village Li de la laisser partir en organisant une ruse pour relever un défi impossible au tir à l'arc. À son retour, elle apprend que son père a été enrôlé dans l'effort de guerre et décide de partir à sa place.
Le jour du départ, Mulan est suivie par deux conscrits qui s'intéressent à elle. Ils s'interrogent entre autres sur sa désignation et son origine avant qu'un autre conscrit n'intervienne mais Mulan y met fin par un spectacle d'humiliation. Elle s'arrête dans une auberge et voit par hasard ce dernier conscrit qui se présente sous le nom de Yuandu Liu.
Pendant les trois années suivantes, Mulan et Yuandu travaillent ensemble pour protéger la frontière de l'armée barbare. Yuandu informe Mulan d'un assaut secret mais affirme que le commandant est dans le déni après avoir été complaisant, ce qui l'a amené à sous-estimer l'ennemi. Mulan et Yuandu parviennent à faire approuver une mission de reconnaissance pour prouver l'imminence de l'assaut à venir. Yuandu et Mulan se séparent, après s'être déguisés respectivement en chasseur barbare et en femme, pour trouver l'emplacement de l'armée. Mulan est finalement arrêtée par deux gardes barbares qu'elle trompe en leur révélant les effectifs de l'armée. Après avoir obtenu d'autres preuves en envoyant un messager barbare, elle revient et fait part de ses découvertes directement au maréchal. Le commandant, qui a été soudoyé par les généraux ennemis, réfute ses affirmations en disant qu'il s'agit d'un leurre. Frustrée et persévérante, Mulan continue à se préparer en secret et, le jour de l'attaque, ils parviennent à récupérer stratégiquement leur ville, tandis que le commandant est jugé coupable d'être un traître et exécuté.
De retour dans la capitale impériale, Mulan se voit offrir un poste à la cour de l'empereur. Elle refuse le poste, ne demandant qu'à retourner chez elle. Reprenant son apparence féminine, elle épouse Yuandu. Après ses exploits héroïques et son courage au service de l'État, Mulan révèle enfin sa vie de femme, tandis que Liu rétablit symboliquement le rôle conventionnel de l'homme.

## Fiche technique
- Titre français : Mulan rejoint l'armée[3],[4]
- Titre original : 木兰从军, Mùlán cóngjūn
- Réalisation : Bu Wancang
- Scénario : Ouyang Yuqian, d'après la pièce Mulan rejoint l'armée (en) créée en 1917, elle-même inspirée de la légende chinoise de Hua Mulan.
- Photographie : Yu Xingsan
- Production : Zhang Shankun
- Sociétés de production : Huacheng
- Pays de production :  République de Chine
- Langue originale : mandarin
- Format : Noir et blanc - Son mono
- Genres : film historique de guerre
- Durée : 89 minutes
- Date de sortie :
  - Chine : 16 février 1939

## Distribution
- Chen Yunshang (zh) (陈云裳) : Hua Mulan (花木兰)
- Mei Xi : Liu Yuandu (劉元度)
- Han Langen (韩兰根)) : le 1er conscrit
- Yin Xiucen (殷秀岑) : le 2d conscrit
- Liu Jiqun (刘继群) : Liu Ying (劉英)
- Zhang Zhizhi (章志直) : l'un des camarades soldats[2]
- Huang Naishuang (黄耐霜) : la sœur de Mulan
- Tang Jie (汤杰) : le commandant militaire
- Hong Jingling (洪警铃) : un soldat barbare
- Yan Yan (严岩) : le chasseur
- He Jianfei (何剑飞) : le père de Mulan
- Wang Di (王蒂) : la mère de Mulan
- Jiang Xiou (姜修) : l'Empereur Taiwudi
- Ye Xiaozhu (叶小珠) : le frère de Mulan
- Fu Weilian (傅威廉) : le maréchal